# Georg Feyock
Georg Feyock (* 1902; † 1971) war ein deutscher Notar.

## Werdegang
Feyock war nach Promotion als Notar in München niedergelassen. 1947 war er einer der Mitbegründer des Bayerischen Notarvereins und von 1961 bis 1969 erster Präsident der neu gegründeten Landesnotarkammer Bayern. Außerdem war er Präsident der Bundesnotarkammer.

## Ehrungen
- 1959: Bayerischer Verdienstorden
- 1967: Großes Verdienstkreuz mit Stern der Bundesrepublik Deutschland

| Personendaten    | Personendaten   |
| ---------------- | --------------- |
| NAME             | Feyock, Georg   |
| KURZBESCHREIBUNG | deutscher Notar |
| GEBURTSDATUM     | 1902            |
| STERBEDATUM      | 1971            |